# ベスト・バディ
『ベスト・バディ』（原題: Just Getting Started）は、2017年に公開されたアメリカ合衆国のコメディ映画である。監督はロン・シェルトン、主演はモーガン・フリーマンとトミー・リー・ジョーンズが務めた。なお、本作は同年6月に亡くなったグレン・ヘドリーの最後の出演作となった。
日本では「カリテ・ファンタスティック!シネマ・コレクション2018」にて2018年7月29日から限定公開された。

## 概略
デュークはカリフォルニア州の高級リゾート、ヴィラ・カプリの経営者である。若かりし頃、デュークは刑事訴訟を専門とする弁護士として活動しており、世界で最も危険な犯罪組織の幹部の弁護を引き受けたこともあった。ある日、ヴィラ・カプリにレオと名乗る老人がやって来た。元FBI捜査官だというレオは何かにつけてデュークと張り合い、彼を打ち負かすのだった。経営者としての面子を守るべく、デュークは意地でもレオに勝とうとしたが、なかなか思うようには行かなかった。2人の争いはリゾート会社の支部長であるスージーをも巻き込んだ争いへと発展していった。
そんなある日、デュークの居場所を掴んだマフィアが殺し屋を送り込んだとの一報が飛び込んできた。折悪しく、時期はクリスマスシーズン真っ只中で、リゾートは客でごった返していた。そんな状況下で銃撃戦にでもなれば、大惨事が起こることは必定であった。そこで、デュークとレオは協力してマフィアを撃退することにした。

## キャスト
※括弧内は日本語吹替
- デューク・ダイヴァー - モーガン・フリーマン（坂口芳貞）
- レオ・マッケイ - トミー・リー・ジョーンズ（菅生隆之）
- スージー・クインズ - レネ・ルッソ（滝沢久美子）
- ジョー - ジョー・パントリアーノ
- マルガリータ - グレン・ヘドリー
- ロベルタ - シェリル・リー・ラルフ
- リリー - エリザベス・アシュレイ（英語版）
- ラリー - ジョージ・ウォレス（英語版）
- バート - グレアム・ベッケル（英語版）
- オスカー - メル・レイド（英語版）
- デリラ - ジェーン・シーモア  (小宮和枝)
- ジョニー・マティス - 本人
- ジミー - ニック・ペイン
- ジンジャー - クリステン・レイクス

## 製作
2016年5月14日、ロン・シェルトン監督の新作映画『Villa Capri』にモーガン・フリーマンとトミー・リー・ジョーンズが出演することになったとの報道があった。6月9日、レネ・ルッソがキャスト入りしたと報じられた。8月15日、本作の主要撮影がニューメキシコ州で始まった。2017年9月、本作のタイトルが『Villa Capri』から『Just Getting Started』に変更された。

## 興行収入
2017年12月7日、本作は全米2161館で公開され、公開初週末に320万ドルを稼ぎ出し、週末興行収入ランキング初登場10位となった。この数字は公開5週目の『オリエント急行殺人事件』や本作の半分以下の規模で拡大公開が始まった『ディザスター・アーティスト』の数字を下回るものであり、歴代の拡大公開作の中でも特に低い数字となった。

## 評価
本作は批評家から酷評されている。映画批評集積サイトのRotten Tomatoesには20件のレビューがあり、批評家支持率は5%、平均点は10点満点で2点となっている。サイト側による批評家の見解の要約は「全く以てつまらない作品である。『ベスト・バディ』はフリーマン、ジョーンズ、ルッソという3人の名優の世紀のコラボ作品である以上に、彼らの名演を見事に無駄遣いした作品である。」となっている。また、Metacriticには10件のレビューがあり、加重平均値は21/100となっている。なお、本作のCinemaScoreはCとなっている。